# Blueberry & Yogurt
Blueberry & Yogurt（ブルーベリー・アンド・ヨーグルト）は、2004年に結成された楽曲製作ユニットである。主にパソコン用成人向けゲームの主題歌、挿入歌などの製作を手掛ける。

## 概要・来歴
作曲家の内山利彦、声優のRita（理多）、高松アンドの3人によって2004年に結成。翌年に高松が脱退し、現在は内山と理多の二人によって活動を継続している。
2006年に内山はStudio CLEFというレコーディングスタジオを立ち上げ、自身の楽曲制作、収録のほか、ゲームの台詞収録を中心に、ボーカルやナレーション、ギター等の楽器収録を行っている。
2015年にパワー・ライズにStudio CLEFを売却、Studio CLEFはパワー・ライズ傘下の株式会社スタジオクレフとなる。これに伴い、主な楽曲制作は内山利彦の自宅スタジオ、及び自宅内簡易防音ブースへと移行する。

## メンバー
内山利彦（うちやま としひこ）
作曲、エンジニアを担当。他アーティストへの楽曲提供、PCゲーム等のBGM制作も積極的に行っている。愛猫家。
Rita（理多）
ボーカル、作詞を担当。ソロ活動や、ほかのアーティストとのユニット、コラボレーションも積極的に行っている。

### 旧メンバー
高松アンド（たかまつ アンド）
2004年に脱退。

## ディスコグラフィ
- Rita's Hour 04 -HolyNight Unplugged- （2006年6月10日）
- motion （2007年12月7日）
- monologue -ものろぉぐ復刻版- （復刻:2008年2月29日）
- meaning （2010年08月13日）
- Moment -Re:sale- （2010年8月16日）
- museum piece（2013年9月27日）
- Meme (2018年4月29日)